# Эскильссон, Ханс
Ханс Виммо Эскильссон (швед. Hans Vimmo Eskilsson; родился 23 января 1966 года в Эстерсунде) — шведский футболист, нападающий.

## Игровая карьера
Начинал свою путь в родном футболе в родном клубе «Эстерсунд». Уже в первых сезонах Эскильссон забил за него 20 голов и привлек к себе внимание ведущих клубов страны. В 1985 году игрок перешел в «Норрчёпинг», в составе которого он стал вице-чемпионом Швеции.
Затем Эскильссон несколько лет пробовал свои силы в Португалии, но закрепиться в «Спортинге», «Браге» и «Эшториле». Вернувшись на родину, нападающий раскрылся в «Хаммарбю», за который он забил немало важных мячей. С небольшими перерывами он провел за клуб почти девять лет. В своем последнем сезоне за команду Эскильссон стал Чемпионом Швеции.

## Карьера в сборной
В 1988 году Ханс Эскильссон выступал за олимпийскую сборную Швеции на играх в Сеуле. В этом же году он дебютировал за главную национальную команду. Первый гол за неё он забил в товарищеском турнире в ворота сборной СССР. Всего за «Тре крунур» восемь игр, в которых забил два мяча.

### Голы за сборную Швеции
| #  | Дата           | Место                  | Соперник     | Голы | Результат | Соревнование        |
| -- | -------------- | ---------------------- | ------------ | ---- | --------- | ------------------- |
| 1. | 2 апреля 1988  | Олимпиаштадион, Берлин | сборной СССР | 1    | 2-0       | Товарищеский турнир |
| 2. | 27 апреля 1988 | Росунда, Сольна        | Уэльс        | 1    | 4-1       | Товарищеский матч   |

## Тренерская карьера
После своего ухода из «Хаммарбю» Эскильссон два года работал играющим главным тренером в родном «Эстерсунде». Затем он один сезон безуспешно работал в клубе Суперэттана «Энчёпинг». После этого к тренерской деятельности специалист не возвращался.

## Семья
Ханс Эскильссон женат на известной шведской футболистке Малин Сведберг. Вместе они воспитывают двух детей.

## Достижения
- Чемпион Швеции (1): 2001
- Серебряный призёр чемпионата Швеции (1): 1987.
- Финалист кубка Швеции (1): 1991.